# Gettin’ Ready for Love
«Gettin’ Ready for Love» (с англ. — «Готовлюсь к любови») — песня, записанная американской певицей Дайаной Росс для её восьмого студийного альбома Baby It’s Me. Авторами стали Том Сноу и Фрэнни Голд, продюсером выступил Ричард Перри.

## Коммерческий приём
Песня была выпущена как лид-сингл с альбома 16 октября 1977 года. Сам альбом был доступен уже как месяц, диджеи в клубах и на радио крутили полюбившиеся публике треки, поэтому было трудно сосредоточится на раскрутке конкретно одного сингла. Тем не менее, песня смогла войти в топ-40 американского Billboard Hot 100, расположившись на 27-й строчке, песня также вошла в первую десятку чарта Easy Listening. По данным журнала Cash Box, песня достигла 33-го места в поп-чарте, а также 16-го в чарте R&B-синглов.

## Отзывы критиков
В журнале Cashbox, заметили, что в композиции есть сильное джазовое чувство, начиная от перетасовки ритма и заканчивая тем, как певица произносит слова песни поверх основного ритма. В припеве автор рецензии также обнаружил один из самых, по его мнению, привлекательных хуков, услышанных за последнее время. Рецензент журнала Record Mirror заявил, что это не особенно сильная песня, но сама певица смогла исправить ситуацию.

## Позиции в хит-парадах
| Хит-парад (1977)                      | Высшая позиция |
| ------------------------------------- | -------------- |
| Великобритания (OCC UK Singles)       | 23             |
| Канада (RPM Adult Contemporary)       | 6              |
| Канада (RPM Top Singles)              | 29             |
| США (Billboard Adult Contemporary)    | 8              |
| США (Billboard Hot 100)               | 27             |
| США (Billboard Hot R&B/Hip-Hop Songs) | 16             |
| США (Cash Box Top 100 R&B)            | 16             |
| США (Cash Box Top 100 Singles)        | 32             |
| США (Jet)                             | 8              |
| США (Record World Top R&B Singles)    | 18             |
| США (Record World Top Singles)        | 41             |
| Франция (IFOP)                        | 52             |